# Argyrolepidia dohertyi
Argyrolepidia dohertyi là một loài bướm đêm trong họ Noctuidae.